# سي. اس. ليي
سي. اس. ليي (بالإنجليزية: C.S. Lee, 이승희)‏ مواليد 30 ديسمبر 1971 في تشونغجو، كوريا الجنوبية، هو ممثل أمريكي.

## روابط خارجية
- سي. اس. ليي على موقع IMDb (الإنجليزية)
- سي. اس. ليي على موقع ألو سيني (الفرنسية)
- سي. اس. ليي على موقع أول موفي (الإنجليزية)
- سي. اس. ليي على موقع قاعدة بيانات الفيلم (الإنجليزية)
- سي. اس. ليي على موقع كينوبويسك (الروسية)